# Katherine Zappone

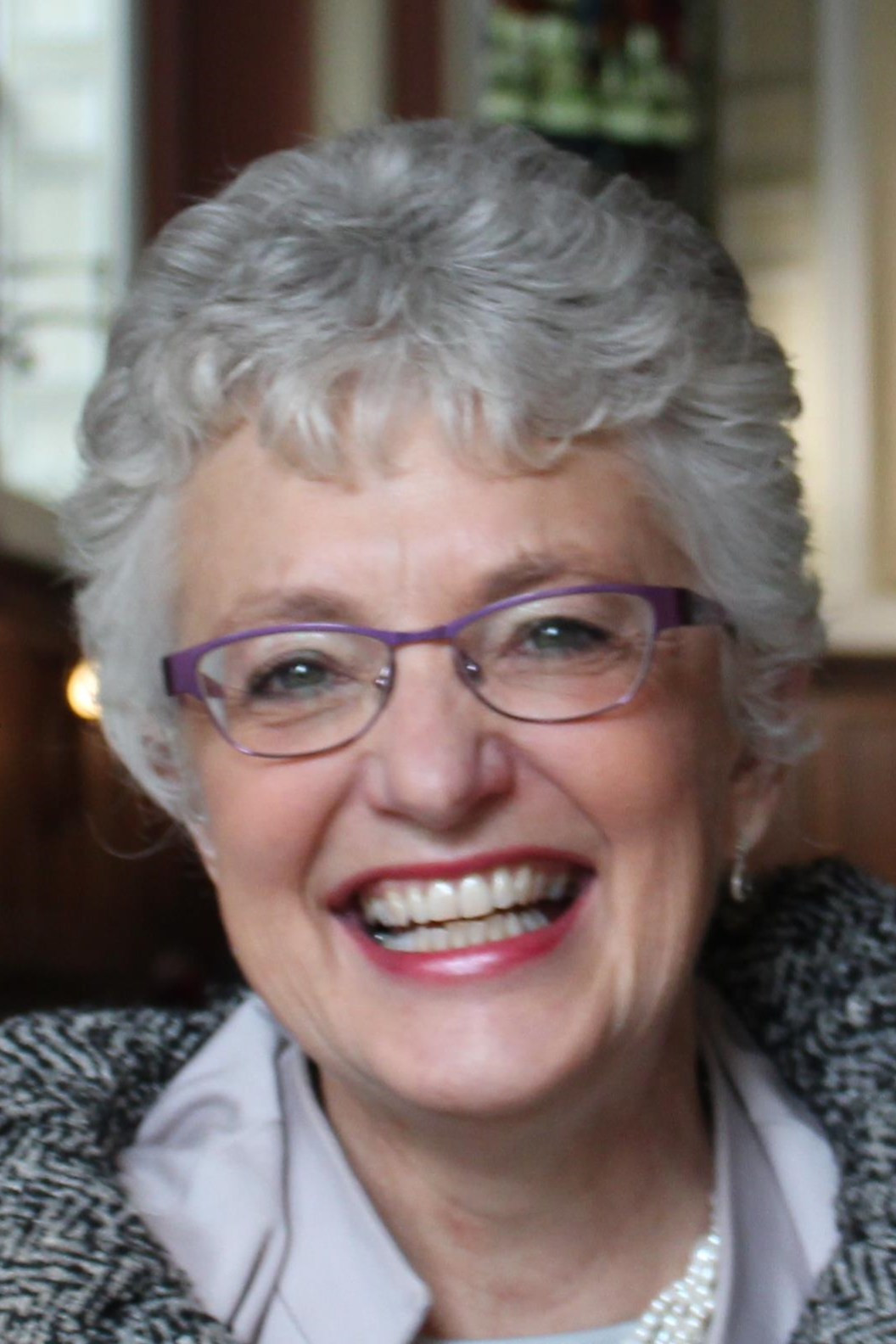
Katherine Zappone

Katherine Zappone (irisch Caitríona Zappone; * 25. November 1953 im US-Bundesstaat Washington) ist eine irische Politikerin.

## Leben
Zappone studierte Theologie am Boston College, an der Katholischen Universität von Amerika und an der University College Dublin. Von Mai 2011 bis Februar 2016 war Zappone Senatorin in Irland. Ab 6. Mai 2016 war Zappone Ministerin für die Angelegenheiten von Kindern und Jugendlichen. Mit den Wahlen 2016 zum Unterhaus wurde sie zur Teachta Dála für den Wahlkreis Dublin South-West. Bei den Wahlen zum Dáil Éireann 2020 konnte sie sich nicht mehr durchsetzen. Ihr Versuch 2024, über die Liste des Trinity College Dublin in den Seanad Éireann einzuziehen, scheiterte.

## Privates
Zappone war mit Ann Louise Gilligan, die am 15. Juni 2017 verstarb, verheiratet.